# Букоємська Ірина
Ірина Букоє́мська (дата народження невідома, Станиславів — дата смерті невідома) — українська  художниця, скульпторка , член Об'єднання митців-українців в Америці з 1960-х років.

## Життєпис
Народилася у місті Станіславові (нині Івано-Франківськ, Україна), де мешкала до 1944 року. Під час Другої світової війни емігрувала на Захід, певний час жила у Словаччині, потім в Австрії. 
У 1950 році виїхала у Сполучені Штати Америки. До 1953 року вивчала скульптуру та малярство в Мистецькій школі при Літературно-мистецькому клубі в Нью-Йорку, де її педагогами були	Микола Бутович, Сергій Литвиненко, Антін Малюца, Михайло Мороз, Мирослав Радиш. Протягом 1954–1958 років продовжила здобувати мистецьку освіту в Мистецькій школі Олександра Архипенка в Нью-Йорку. 

## Творчість
Працювала в галузях станкової скульптури і станкового живопису (переважно олійного). Серед робіт:
живопис
- «Рефлексії на склі» (1960);

скульптура
- «Давид і Варсава» (1960);
- «Арабський мотив» (1981, бронза);
- «Релігійна» (1981, дерево);
- «Пристрасть» (1981, алюміній).

З 1956 року брала участь в українських та американських виставках, зокрема у 1959 році з «Групою молодих» виставляла свої роботи в Українському інституті Америки в Нью-Йорку, а у 1960 році
брала участь у виставці в Детройті. 